# Okręg Saintes
Okręg Saintes (fr. Arrondissement de Saintes) – okręg w zachodniej Francji. Populacja wynosi 121 tysięcy.

## Podział administracyjny
W skład okręgu wchodzą następujące kantony:
- Burie,
- Cozes,
- Gémozac,
- Pons,
- Saint-Porchaire,
- Saintes-Est,
- Saintes-Nord,
- Saintes-Ouest,
- Saujon.